# Primula fistulosa
Primula fistulosa là một loài thực vật có hoa trong họ Anh thảo. Loài này được Turkev. miêu tả khoa học đầu tiên năm 1923.